# Raf (voornaam)
Raf is een jongensvoornaam. De betekenis ervan is ‘genezen’ of ‘genezer’. Het is een afkorting van Rafael, Rafaela, Rafal, Raffaelo.
Enkele bekende mannelijke dragers van deze naam:
- Raf Coppens, een cabaretier uit Oostende
- Raf Van Brussel, een zanger
- Raf De Rycke, een Vlaams econoom, auteur en gedelegeerd bestuurder van een vzw
- Rafael Nadal, een Spaans tennisser
- Raffaele Riefoli, een Italiaans zanger

## Trivia
- 90% van de personen in België die Raf heten, zijn geboren na 1968.